# 氣候傳播

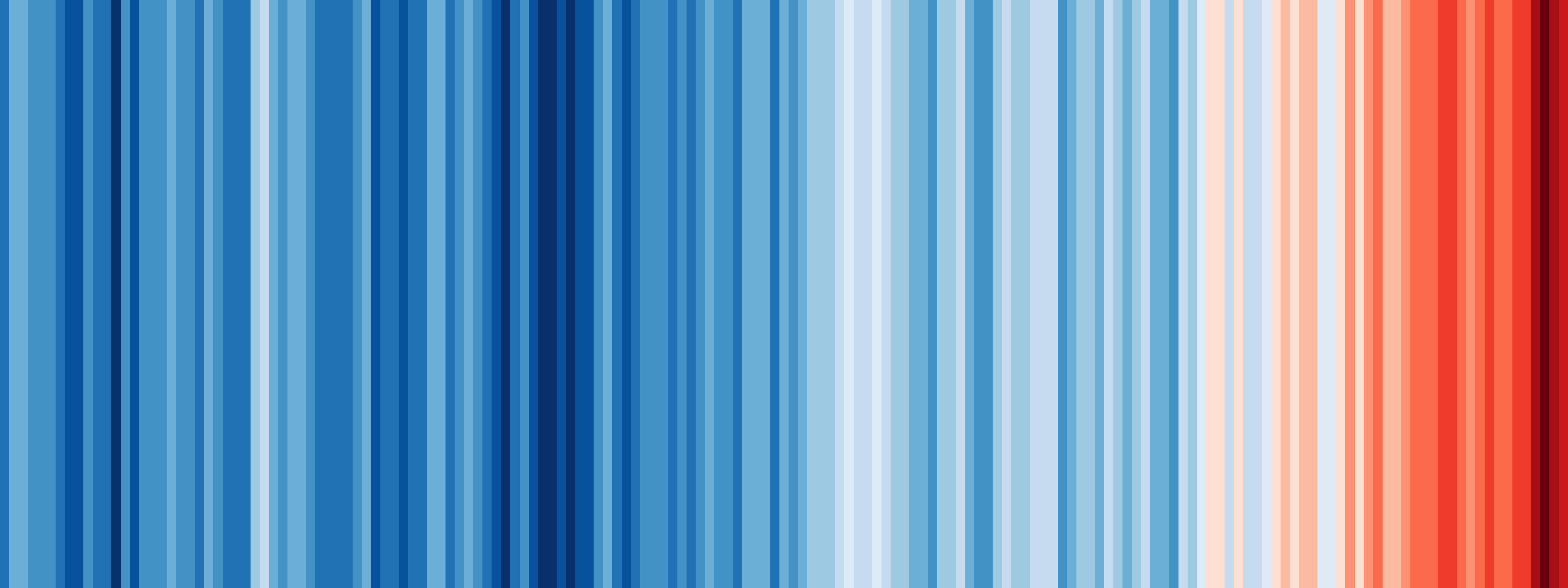
英國氣候科學教授愛德華·霍金斯所設計的氣候變暖條紋圖，顯示從1850年以來的全球暖化現象，讓一般人均能迅速理解。 。藍色代表涼爽，顏色越紅表示氣溫越高。

氣候傳播（英語：Climate communication）是環境傳播及科技傳播領域中的一項，重點為傳達人為導致氣候變化的歸因、性質以及影響的相關信息。
此領域的研究工作始於20世紀90年代，此後不斷成長並朝多元發展，包含相關媒體、概念框架以及公眾參與和反應的研究。自2000年代末期起，把研究重點放在開發中國家的情況日益增加，且把相關信息傳達給處於邊緣化社會中的人。
為讓人們更能清楚理解全球變暖的問題，氣候傳播工作會彰顯那些實際產生大氣負面影響的因素 - 即因人們過度使用化石燃料（如石油和天然氣）而導致過量的溫室氣體排放進入大氣而導致的結果。
此領域大多數研究重點在提高公眾的知識和意識，了解與之相關的文化價值觀和情感，並促進公眾參與及付諸行動。在過程中需注意的問題包括對傳播對象的熟悉程度、阻止公眾理解的障礙、創立變革、將對象分眾、修訂表達用語、公共衛生、以敘述故事方式傳達、媒體報導和流行文化。

## 歷史
牛津傳播研究百科全書（Oxford Research Encyclopedia of Communication）中，傳播學學者Amy E. Chadwick女士將《氣候變化傳播》視為在20世紀90年代才真正興起的一門學術領域。於80年代末和90年代初，已開發國家（例如美國、紐西蘭和瑞典）著重在研究公眾對氣候變化於科學、模型和風險的看法和理解，並用來引導傳播策略的制定。此類研究顯示雖然公眾已有意識，並開始注意到氣候變化的影響（如氣溫升高和降水模式改變），但對氣候變化的理解僅與臭氧層消耗和其他環境風險相互關聯，卻非與人類的溫室氣體排放產生關聯。持續到2000年代中期（2004-2006年），人們對氣候變化的意識強化，但對歸因的意見分歧。在2000年代中期到2000年代後期（2007-2009年）的研究中，有證據顯示雖然科學觀點共識不斷增強，但氣候變化越來越多被用作“政治立場測試”而造成觀點兩極化的情況，顯示氣候變化否定說的觀念也在上升中。到2010年，研究人員Susanne C. Moser看到氣候變化傳播擴展的兩個重點 - 除科學和政策外，也開始包括氣候變化影響的實質證據，加上不同領域間更多對話/交流，有越來越多人認為氣候變化與社會的相關性日益增強。在2010年代中期（2014-2016年）的調查顯示，全球不同地區對氣候變化的關注程度不一，尤其是西方已開發國家的持續關注，但如中國、墨西哥和肯亞等國家的趨勢卻是漠不關心。Susanne C. Moser在2016年指出自2010年以來，西方世界國家和全球南方（Global South，參見南北分歧）的氣候傳播研究總數有所增加，並且更加關注與原住民和其他邊緣化社區的信息傳播。截至2017年，研究仍然側重於公眾理解，並開始分析媒體、概念框架、公眾參與和回應，以及勸服策略間的相關性。這種進展讓氣候變化傳播在學術領域中變成一種正統，並產生一批專注於此領域的科學家。

## 傳播的主要目標

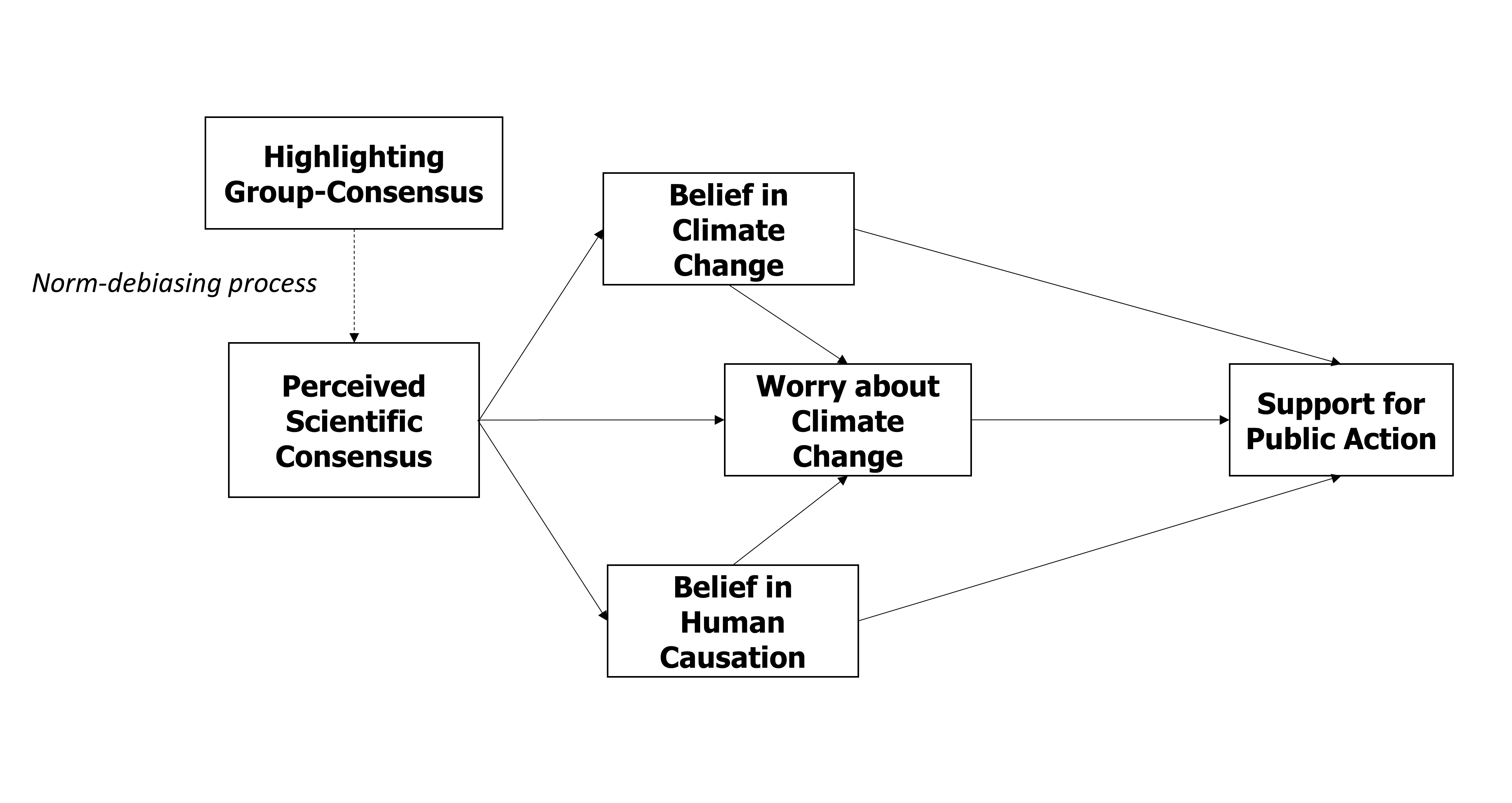
途徑信念模型顯示經由傳達科學共識可對信念造成影響，進而支持採取應對行動。

大多數氣候傳播和研究都關注於 (1) 與公眾的理解/意識和感知相關的機制，而這些機制與 (2) 個人文化價值觀與社會規範相關的情感，以及(3) 這些組合如何影響到因反應而出現的參與和行動。在學術領域中，有關知識型傳播和情感驅動型傳播兩者間孰較重要，仍存有爭議。雖然本質上兩者均與行動有關聯，但研究人員通常認為增加理解後會讓行動增強。而研究人員Kris De Meyer等人在2020年發表的一項研究報告對此點提出反駁，他們認為是因行動才會產生信念。

### 分析與增強大眾的理解和認知
研究傳播的方向之一是分析公眾的理解和風險感知。了解公眾對風險的看法及其產生的相關影響，以及公眾的知識、擔憂、共識和意象被認為有助於政策制定者更好處理選民的擔憂，並進一步為氣候傳播提供信息。這一概念讓氣候傳播得以進入政治傳播、社會學和心理學的領域。提高公眾理解通常與科學共識和其他科學事實或預測的傳播水平相關，可刺激行動並處理“補足信息模式 ”的問題，但也可能與價值觀和情感的聯繫有關。感知通常與個人對受影響的地點、時間（現在與未來）、天氣事件或經濟的認識有關，而在傳播時因使用不同框架 (社會科學)（鏈接概念）和表達用語而有不同的效果。 這些傳播方式目前包括有科學交流、知識轉移、社群媒體、新聞媒體和娛樂等，這些傳播方式也被個別做研究。 

### 連接價值觀和情感
除對知識的研究外，氣候傳播研究人員還觀察與氣候變化相關的現有價值觀和情感，它們如何受到各種傳播策略的影響，以及如何對傳播模式的效果發生影響。理解和聯繫傳播對象的道德、文化、宗教和政治價值觀、身份和情感（如恐懼）被認為是適當及有效溝通的必要條件，因為氣候變化具有不確定性和間距性（物理上、社會上和時間上）而難以描述。認識和理解這些價值觀是影響氣候科學和緩解行動認知的關鍵，因為價值觀有過濾這類信息的作用。對氣候變化的情緒反應以及情緒在決策中能發揮作用，促使研究人員對氣候變化的情緒方面進行研究。訴諸情感（如恐懼和希望）和價值觀也可作為傳播策略來運用。目前尚不清楚是消極情緒（例如擔憂和恐懼）或是積極情緒（例如希望）更能促進人們採取氣候行動。也可就情緒上愉悅的程度和/或其可喚起行動的程度來做分析，但這方面尚未受到充分研究。

### 促成參與與行動
研究氣候傳播還可側重於公民參與和改變行為，以調適或增強氣候韌性。參與和行動可在不同地理範圍（地方性、區域性、國家級，甚至是國際性）進行，例子包括參與氣候正義運動、支持政策或政治、改變農業做法以及解決極端天氣脆弱性問題。行為改變還可處理影響生活方式、生活選擇和整個社會上更為基本的規範和價值觀。參與還會促使傳播氣候變化者與在此領域研究者之間互動。研究也發現增加理解和感知不會自動產生行動，因而主張在溝通方法中要增加促成行動的手段。對參與和行動的研究通常側重於研究同地點不同人口間和不同地理位置人口間的感知和理解。一些從政者，例如美國演員及前加利福尼亞州州長阿諾·史瓦辛格的口號是“終結污染”，他說活動家應該透過關注氣候行動能產生的健康協同效益來產生樂觀情緒。

## 主要問題

### 理解障礙

各國對於氣候變化嚴重程度的看法會受到被調查者政治理念的影響，通常右派會抱持否定的看法。

氣候傳播的重點是喚起大眾起而行動以應對氣候變化。因此所做的研究多數都集中在找出公眾理解，以及採取行動時會遇到的障礙。學術證據顯示採用補足信息模式 - 溝通者假設“如果公眾能了解更多，就會採取行動” - 是行不通的做法。相反的，論證理論顯示對於不同的傳播對象需要採用不同的勸服論證和溝通。這與心理學、環境社會學和風險溝通等領域的許多假設並不相同。 
此外，有美國保守主義智庫哈特蘭研究所等組織和個人的氣候變化否定主義者會把錯誤信息引入公眾話語和理解中。
有幾種模型可解釋為何公眾在知情後仍不採取行動。此理論模型之一是挪威心理學家及參政者波·依伯斯坦斯·托克尼斯所創建的5 Ds模型。斯托克尼斯描述想利用氣候傳播激發行動，會碰到的5個主要障礙：
1. 疏離（Distance） - 感覺許多影響和衝擊與個人生活離開甚遠
2. 厄運（Doom） - 當氣候變化影響被描述為災難時，導致的是具有負面作用的生態焦慮（英语：Eco-anxiety）
3. 不協調（Dissonance） - 問題源頭（主要是使用化石燃料）與人們生活中使用事物之間脫節
4. 否認（Denial） - 避免被恐懼或內疚壓制的心理自我防禦狀態
5. 身份（iDentity） - 因社會身份（例如保守價值觀）受到氣候變化的威脅後而須改變。

由美國社會學教授卡麗·諾加德所撰寫的作品《生活在否認中：氣候變化、情緒和日常生活（Living in Denial: Climate Change, Emotions, and Everyday Life）》中對一名為比格達比（Bygdaby，挪威一座真實城市的虛構名稱）的研究發現，不應對與缺乏信息相比是個更復雜的問題。事實上是過多的信息反會起到相反的作用 - 因為一旦人們意識到並沒簡單的解決方案，他們往往會選擇忽視這個全球變暖的問題。當人們知道問題過於複雜，會感到不知所措和無助，會產生冷漠或懷疑論。

#### 氣候知識素養
雖然根據補足信息模式以傳播氣候變化的知識，並不能有效產生改變，但能讓人們對主要問題和主題感覺自在及具有素養，仍有重要功能。已有機構和教育組織（例如喬治亞州立大學的氣候素養實驗室，和美國國家海洋暨大氣總署）開發出用於培養氣候素養的框架和工具。這些以英文撰寫的資料已被氣候素養和意識網絡（Climate Literacy and Awareness Network）收錄。

### 創造改變
截至2008年，所知大多數影響個人或社會變革的環境傳播都集中在行為改變，如：家庭能源消耗、資源回收行為、改變交通運輸行為和購買綠色產品。當時也有少數導致變革的多層次溝通策略的例子。

#### 行為改變
由於大部分氣候傳播都側重於公眾廣泛參與的行動，因此大部分的研究都側重於行為改變。有效的氣候傳播通常包括三個部分：認知、情感和基於特定地點的勸服模式。

### 傳播對象分眾

美國民主黨（藍色）和共和黨（紅色）長期對處理氣候變化的優先順序持不同的看法，到2010年代，由於民主黨贊同意見大增30%，分歧更為擴大。

不同人群中的不同分眾對氣候變化傳播會有不同的反應。自2013年起已有越來越多針對分眾的學術研究，以了解針對不同人群採用不同策略後的效果。主要的分眾研究有：
- 美国 ，美國將傳播對象分為6個群體：[38]驚恐、擔憂、謹慎、疏離、懷疑和輕蔑。
- ，澳大利亞聯邦科學與工業研究組織於2011年刊出於2010年調查的結果，把傳播對象分為4個群體，[39]但有研究人員進行類似於美國6個群體模型的研究。[40]
- 德国 ，德國把傳播對象分為5個群體。[41]
- 印度 ，印度傳播對象分為6個群體。[42]
- 新加坡，新加坡將傳播對象分為3個群體。[43]

### 改變用語
關於氣候變化的研究和與公眾對話，其重要部分是在採用哪種描述“全球變暖”的說法能產生最好的效果。

#### 全球變暖歷史
本節摘自氣候變化#命名。
在1980年代之前，當尚不清楚增加的溫室氣體的變暖效應（溫室效應）是否強於空氣中懸浮微粒的降溫效應時，科學家們使用“不經意的氣候改變（ inadvertent climate modification）”來指代人類對氣候的影響。
在20世紀80年代，全球變暖（global warming）和氣候變化（climate change）這兩個名詞變得更為普遍。但此兩者有時可互換使用，從科學上講，全球變暖僅指地表加速變暖，而氣候變化描述地球氣候系統變化的總體情況。全球變暖（早在1975年就已使用）經NASA氣候科學家詹姆斯·漢森在1988年美國參議院的證詞中使用後，成為更流行的名詞。  Since the 2000s, climate change has increased in usage.氣候變化的使用自2000年代起有所增加。氣候變化也可更廣泛指代人類引起的變化或整個地球歷史上的自然變化。 
許多科學家、政治家和媒體現在使用氣候危機（climate crisis）或氣候緊急狀況（climate emergency）來談論氣候變化和全球熱化（global heating），而非全球變暖。 

### 對健康的影響
氣候變化把許多現有的公共衛生問題加劇，例如蚊媒疾病，也引入與氣候變化相關的新問題，例如自然災害發生後健康問題的增加或是熱病的增加。因此健康傳播的領域早已體認把氣候變化視為公共衛生問題的重要性，而需人口進行廣泛的行為改變，以調適氣候變化。《美國預防醫學雜誌》於2008年12月刊出一篇文章，建議使用兩大工具來實現這種改變：溝通和社會行銷。於2018年發表的一項研究報告說，即使溫和派和保守派對氣候變化的重要性持懷疑態度，接觸到變化會對健康產生不利影響的信息也會引起此類人更大的擔憂。預計氣候變化也會對心理健康產生重大影響。因對氣候變化發生增長的情緒反應，人們越需要增強對情緒的調適力和韌性。研究顯示當情緒體驗得到適當的支持和處理時，可達到調適的結果。這種做法需促進個人情緒處理能力和反思功能，而在情況發生時，個人因具有情緒容忍度和韌性，不僅可自保，也能在危機中支持他人。

### 敘述故事做法的重要性
將氣候變化信息編成一個故事已被證明是種有效的傳播方式。在2019年所做的研究，以故事形式講述氣候變化更能激發環保行為。.研究人員提出，這些氣候故事讓每個實驗對象以經驗方式處理信息而激發其行動，增加他們的情感參與並導致情緒喚醒。例如，負面結局的故事會影響心臟活動，增加節拍間隔 次數，表示故事向大腦發出信號，讓大腦保持警惕，而會採取行動應對氣候變化的威脅。
一項類似的研究顯示分享有關氣候變化的個人故事可說服氣候否定論者。聽到氣候變化如何影響某人的生活會引發擔憂和同情等情緒，會改變人們對氣候變化的看法。

### 媒體報導
大眾媒體和新聞業對公眾在氣候變化態度方面的影響一直是傳播研究的重要部分。特別是學者研究媒體在不同文化背景、不同傳播對象或政治立場下報導氣候變化的傾向（例如福斯新聞對氣候變化新聞帶輕蔑式的報導），以及新聞編輯室將氣候變化作為一種具有不確定性或爭論的問題，讓人感覺是平衡報導的方式。

### 流行文化
進一步的研究探討流行媒體（如電影《明天過後》、廣受好評的紀錄片《不願面對的真相》和氣候變遷小說）如何改變公眾對氣候變化的看法。

## 有效的氣候傳播
有效的氣候傳播需要有傳播對象以及背景意識。不同的組織根據氣候傳播方面的經驗整理出指南及框架。本節將此類指南整理如下。

### 一般指南
哥倫比亞大學地球研究所的環境決策研究中心（Center for Research on Environmental Decisions）於2009年編寫的一本手冊，列出基於環境決策心理學研究的八項主要溝通原則：
1. 了解傳播對象
2. 引起傳播對象的注意
3. 將科學數據轉化為具體經驗
4. 謹防過度使用情感訴求
5. 針對科學和氣候不確定性作處理
6. 了解社會身份和成員
7. 鼓勵參與小組
8. 讓行為易於改變

英國慈善組織Heard Organisation Limited所屬的On Road Media根據從COVID-19大流行傳播中吸取的經驗，於2020年發布戰略手冊。手冊中在框架的重點是開發積極的信息，幫助人們對學習更多以應對氣候變化感到樂觀。 框架中有六項建議：
1. 讓行動易於施行，並顯示能進行改變
2. 專注於大項以及我們如何將其改變
3. 將行動和改變常態化，而非不行動
4. 將地球的健康與我們自身的健康作聯繫
5. 強調我們與後代子孫共同擔負責任
6. 腳踏實地

### 專家觀點
聯合國政府間氣候變化專門委員會（IPCC）於2018年為其傳播材料撰寫者出版一本關於有效氣候溝通的指導手冊。手冊內容出自廣泛的社會研究，探索不同策略對氣候傳播的影響。手冊重點包含六項主要原則：
1. 做個自信的溝通者
2. 談論現實世界，而非抽象的概念
3. 涉入傳播對象關心的事
4. 講述關於人的故事
5. 用你所知來引導
6. 使用最有效的視覺傳播方法

### 視覺效果
於2018年所做的一項研究，結論是透過圖表，比使用文字更能有效克服誤解。另外，非營利組織Climate Visuals於2020年發布一套基於證據來作氣候傳播的指南。他們建議的視覺傳播要包括：
1. 展示真實人物
2. 講述新故事
3. 大格局展現氣候變化的原因
4. 展現強大的情感影響
5. 了解傳播對象
6. 顯示發生在當地（嚴重）影響
7. 謹慎使用抗議意象。

### 運用心理學的發現
有越來越多心理學家參與協助國際社會應對氣候變化而做的緩解工作。目前已完成不少有關如何傳達相關信息，以產生積極的心理影響，引導人們參與解決問題，而非引發否定、疏離或麻木的末日感等心理防禦等方面的工作。
心理學家除就溝通方法提供建議外，還發現合適的人進行溝通所能產生的差異。如果由正確的人傳遞與氣候相關的信息（例如安排美軍退伍軍官向保守派人士講話），能讓傳達對象有正面回應。許多並非以心理學為專業的人也一直就與氣候變化相關的心理問題提供建議。例如哥斯大黎加外交人員克里斯蒂安娜·菲格雷斯和英國政治策略家湯姆·里維特-卡納克兩位就領導完成空前成功的2015年《巴黎協定》的簽署。他們此後持續致力於傳播這種“頑固樂觀主義”心態。這種心態應該是個人該秉持，針對氣候變化挑戰的正面心理反應。
於2020年所發表的一項研究報告，顯示採用具有說服力信息來解釋導致氣候變化的機制，而不強調氣候變化的風險或後果，在改變信念方面更有效，尤其是針對保守派的傳播對象。

### 可持續發展
氣候變化對低收入和中等收入國家的影響更為嚴峻。對於貧困程度更高、獲得技術的機會更少以及教育程度更低，通常表示該採用不同的信息傳播方式。 《巴黎協定》和IPCC都承認可持續發展具有重要功能以解決這些差異。 非營利組織氣候與發展知識網絡於2019年根據他們在拉丁美洲、亞洲和非洲傳播氣候變化的經驗，發佈一套經驗傳承和指南。

## 研究組織
目前知名氣候傳播研究中心有：
- 耶魯大學氣候變化傳播計畫（英语：Yale Program on Climate Change Communication）
- 喬治梅森大學氣候變化傳播中心
- 氣候傳播外展（Climate Outreach，英國）[71]
- 氣候委員會（澳大利亞）（英语：Climate Commission），澳大利亞政府於2011年成立的獨立機構

其餘的研究氣候傳播機構有
- 國際組織
  - 政府間氣候變化專門委員會 (IPCC)
  - 聯合國氣候變遷綱要公約秘書處

非政府組織
- 氣候與發展知識網絡
- 氣候委員會（英语：Climate Council），澳大利亞非營利性組織
- 新零世界（New Zero World），由創業投資公司The Global Brain LLC所創設的氣候傳播組織，倡議採取氣候行動以應對氣候變化

### 引用作品
- Colford, Paul. . AP Style Blog. 2015-09-22  [2019-11-06]. （原始内容存档于2019-11-01）.
- Shaftel, Holly; Jackson, Randal; Callery, Susan; Bailey, Daniel (编). . Climate Change: Vital Signs of the Planet. 2020-07-07  [2020-07-14]. （原始内容存档于2020-07-10）.
- Weart, Spencer. . . American Institute of Physics. January 2020  [2020-06-19]. （原始内容存档于2016-11-11）.

## 書目
- Carrington, Damian. . The Guardian. 2019-05-17  [2019-05-20].
- Conway, Erik M. . NASA. 2008-12-05. （原始内容存档于2010-08-09）.
- IPCC.  (PDF). . 2014.
- Hodder, Patrick; Martin, Brian. . Economic and Political Weekly. 2009, 44 (36): 53–60. ISSN 0012-9976. JSTOR 25663518.
- Joo, Gea-Jae; Kim, Ji Yoon; Do, Yuno; Lineman, Maurice. . PLOS ONE. 2015, 10 (9): e0138996. Bibcode:2015PLoSO..1038996L. ISSN 1932-6203. PMC 4587979 . PMID 26418127. doi:10.1371/journal.pone.0138996 .
- Rice, Doyle. . USA TODAY. 2019-11-21  [2019-12-03].
- Rigby, Sara. . BBC Science Focus Magazine. 2020-02-03  [2020-03-24] （英语）.
- Shaftel, Holly. . NASA Climate Change: Vital Signs of the Planet. January 2016  [2018-10-12]. （原始内容存档于2018-09-28）.
- Weart, Spencer R. . . American Institute of Physics. February 2014  [2015-05-12]. （原始内容存档于2016-11-11）.
- Weart, Spencer R. . . American Institute of Physics. February 2014b  [2015-05-12]. （原始内容存档于2016-11-11）.
- . NOAA Climate.gov. 2015-06-17  [2018-10-15]. （原始内容存档于2018-11-07）.
- ((U.S. Senate, Committee on Energy and Natural Resources, 100th Cong. 1st sess.)). . S. HRG. ;100-461. 1988-06-23.

## 延伸閱讀
- Kleemann, Katrin, and Jeroen Oomen, eds. “Communicating the Climate: From Knowing Change to Changing Knowledge,” （页面存档备份，存于） RCC Perspectives: Transformations in Environment and Society （页面存档备份，存于） 2019, no. 4. doi.org/10.5282/rcc/8822.